# خانه عزت‌الله رحمتی
خانه عزت اله رحمتی مربوط به دوره پهلوی است و در شهرستان فومن، شهرک تاریخی ماسوله واقع شده و این اثر در تاریخ ۲۵ اسفند ۱۳۸۰ با شمارهٔ ثبت ۵۲۴۲ به‌عنوان یکی از آثار ملی ایران به ثبت رسیده است.